# Лектирићи ex YU фест

Лектирићи ex YU фест је међународни позоришни фестивал за децу и младе који се одржава у Прокупљу.
Фестивал од 2012. године организује Народна библиотека „Раде Драинац“ из Прокупља уз суфинансирање Министарства културе Републике Србије и Града Прокупља. Представе се играју у сали Дома културе „Радивој Увалић Бата“ у Прокупљу. Фестивал се организује у периоду септембар - децембар.
Такмичари се оцењују у неколико категорија: најбоља представа у дечјој и омладинској конкуренцији, оригинални драмски текст, ражија, глума, сценски говор, сценски покрет, сценографија, костим и музика.